# Calopteryx syriaca
Calopteryx syriaca là một loài chuồn chuồn kim thuộc họ Calopterygidae. Loài này có ở Israel, Jordan, Liban, Palestinian Territory, Occupied, và Syria. Môi trường sống tự nhiên của chúng là sông ngòi và sông có nước theo mùa. Chúng hiện đang bị đe dọa vì mất môi trường sống.

## Hình ảnh

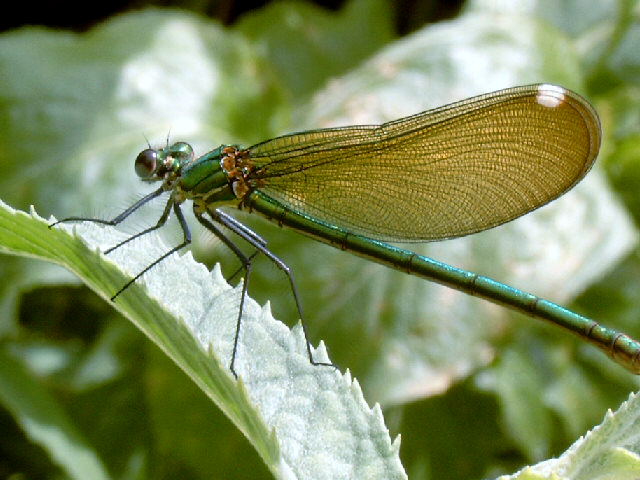